# John C. Donkin
John Christopher Donkin (1961) è un produttore cinematografico e regista statunitense famoso per aver lavorato con i Blue Sky Studios prima della loro chiusura, e per aver prodotto saghe di successo come L'era glaciale e Rio..

## Carriera
Ha lavorato come produttore per la Blue Sky Studios, e ha fatto il suo debutto come regista nel film spin-off L'era glaciale - Le avventure di Buck, primo media della saga non co-prodotto dallo studio.

## Filmografia

### Come produttore
- L'era glaciale (2002)
- Robots (2005)
- L'era glaciale 2 - Il disgelo (2006)
- Ortone e il mondo dei Chi (2008)
- L'era glaciale 3 - L'alba dei dinosauri (2009)
- Rio (2011)
- L'era glaciale 4 - Continenti alla deriva (2012)
- Rio 2 - Missione Amazzonia (2014)
- Snoopy & Friends - Il film dei Peanuts (2016)
- L'era glaciale - In rotta di collisione (2016)
- Ferdinand (2017)
- Spie sotto copertura (2019)

### Come regista
- L'era glaciale - Le avventure di Buck (2022)